# الكسندر نيلسون
الكسندر نيلسون (بالإنجليزية: Alexander Nilsson)‏ (و. 1992  م) هو لاعب كرة قدم، من السويد، ولد في مالمو، مركز لعبه هو مهاجم.

## روابط خارجية
- الكسندر نيلسون على موقع اتحاد السويد (السويدية)
- الكسندر نيلسون على موقع قاعدة بيانات كرة القدم.إي يو (الإنجليزية)
- الكسندر نيلسون على موقع Soccerway.com (الإنجليزية)
- الكسندر نيلسون على موقع AS.com (الإسبانية)